# 富溪补阙祠
富溪补阙祠，位于中华人民共和国福建省福安市溪潭镇凤林村，祀唐薛令之及历代祖先。唐光化二年（899年）始建，清乾隆十八年（1753年）重建，道光二十八年（1848年）、咸丰八年（1858年）重修。占地面积720平方米，坐东向西，依次有天井、戏台楼、天井、祠厅、祖堂。祠内保存“太子太傅”竖匾，清道光壬辰年（1892年）“会魁”匾和龙陛各1方。2009年11月16日公布为第七批福建省文物保护单位。